# Luna 1960A
Luna 1960A fu il secondo tentativo dell'URSS di fotografare il lato opposto della Luna.
Fu lanciata il 15 aprile 1960 con l'obiettivo primario di fotografare il lato opposto della Luna con una macchina fotografica migliore rispetto a Luna 3 e un più marcato avvicinamento al satellite.
La missione fu un insuccesso; il terzo stadio del vettore non raggiunse la massima potenza o si spense troppo presto, e la sonda fu perduta.